# Philipp Tschauner
Philipp Tschauner (Schwabach, 1985. november 3. –) német utánpótlás-válogatott labdarúgó, az RB Leipzig játékosa.

## Pályafutása

### Klubcsapatokban
A TSV Wendelstein és az 1. FC Nürnberg korosztályos csapataiban nevelkedett, majd utóbbi klubban lett profi játékos. 2006 és 2011 között a TSV 1860 München első és második csapatában védett, Király Gábor távozása után lett klubja első számú hálóőre. A 2011–12-es szezont már a St. Pauli együttesénél kezdte meg és 2013. április 1-jén a Paderborn ellen gólt szerzett. 2015 és 2019 közötti időszakban a Hannover 96 játékosa volt, de kölcsönben az Ingolstadt 04 csapatában is megfordult. 2019. július 30-án leigazolta az RB Leipzig csapata.

### A válogatottban
A 2004-es U19-es labdarúgó-Európa-bajnokságon nem vett részt, de vésztartaléknak megvolt nevezve. A 2005-ös ifjúsági labdarúgó-világbajnokságon részt vett, de pályára nem lépett. 2006. augusztus 15-én mutatkozott be a német U21-es labdarúgó-válogatottban Hollandia ellen.

## Statisztika
2019. július 31. szerint.
| Klub            | Szezon   | Bajnokság         | Bajnokság | Bajnokság | Kupa  | Kupa  | Összesen | Összesen |
| Klub            | Szezon   | Bajnokság         | Mérk.     | Gólok     | Mérk. | Gólok | Mérk.    | Gólok    |
| --------------- | -------- | ----------------- | --------- | --------- | ----- | ----- | -------- | -------- |
| 1. FC Nürnberg  | 2005–06  | Bundesliga        | 1         | 0         | 0     | 0     | 1        | 0        |
| 1860 München    | 2006–07  | Bundesliga 2      | 5         | 0         | 0     | 0     | 5        | 0        |
| 1860 München    | 2007–08  | Bundesliga 2      | 16        | 0         | 2     | 0     | 18       | 0        |
| 1860 München    | 2008–09  | Bundesliga 2      | 26        | 0         | 3     | 0     | 29       | 0        |
| 1860 München    | 2009–10  | Bundesliga 2      | 1         | 0         | 0     | 0     | 1        | 0        |
| 1860 München    | 2010–11  | Bundesliga 2      | 1         | 0         | 0     | 0     | 1        | 0        |
| 1860 München    | Összesen | Összesen          | 49        | 0         | 5     | 0     | 54       | 0        |
| 1860 München II | 2006–07  | Regionalliga Süd  | 27        | 0         | —     | —     | 27       | 0        |
| 1860 München II | 2008–09  | Regionalliga Süd  | 4         | 0         | —     | —     | 4        | 0        |
| 1860 München II | 2009–10  | Regionalliga Süd  | 9         | 0         | —     | —     | 9        | 0        |
| 1860 München II | Összesen | Összesen          | 40        | 0         | —     | —     | 40       | 0        |
| FC St. Pauli II | 2011–12  | Regionalliga Nord | 2         | 0         | —     | —     | 2        | 0        |
| FC St. Pauli    | 2011–12  | Bundesliga 2      | 24        | 0         | 0     | 0     | 24       | 0        |
| FC St. Pauli    | 2012–13  | Bundesliga 2      | 33        | 1         | 2     | 0     | 35       | 1        |
| FC St. Pauli    | 2013–14  | Bundesliga 2      | 32        | 0         | 1     | 0     | 33       | 0        |
| FC St. Pauli    | 2014–15  | Bundesliga 2      | 15        | 0         | 2     | 0     | 17       | 0        |
| FC St. Pauli    | Összesen | Összesen          | 104       | 1         | 5     | 0     | 109      | 11       |
| Hannover 96     | 2015–16  | Bundesliga        | 0         | 0         | 0     | 0     | 0        | 0        |
| Hannover 96     | 2016–17  | Bundesliga 2      | 32        | 0         | 0     | 0     | 32       | 0        |
| Hannover 96     | 2017–18  | Bundesliga        | 31        | 0         | 1     | 0     | 32       | 0        |
| Hannover 96     | 2018–19  | Bundesliga        | 1         | 0         | 1     | 0     | 2        | 0        |
| Hannover 96     | Összesen | Összesen          | 64        | 0         | 2     | 0     | 66       | 0        |
| FC Ingolstadt   | 2018–19  | Bundesliga 2      | 16        | 0         | 0     | 0     | 16       | 0        |
| RB Leipzig      | 2019–20  | Bundesliga        | 0         | 0         | 0     | 0     | 0        | 0        |
| Összesen        | Összesen | Összesen          | 276       | 1         | 12    | 0     | 288      | 1        |

## Sikerei, díjai
- Hannover 96
  - Bundesliga 2 ezüstérmes: 2016–17